# Ɖ
Ɖ ɖ (majuskuła Ɖ oraz minuskuła ɖ) – litera zmodyfikowanego alfabetu łacińskiego. Stosowana jest w ortografiach niektórych języków afrykańskich (m.in. ewe) do zapisu spółgłoski zwartej z retrofleksją dźwięcznej [ɖ].
Międzynarodowy alfabet fonetyczny wykorzystuje małą literę ɖ do zapisu tej samej spółgłoski.